# Imam Utomo
H. Imam Utomo S (né le 14 mai 1942) est un homme politique indonésien, gouverneur du Java oriental de 1998 à 2008.